# Hybrid Theory EP
Hybrid Theory EP – pierwszy minialbum zespołu crossoverowego Linkin Park w czasie gdy do grupy doszedł Chester Bennington (pierwszy nagrany wspólnie utwór to "And One"). Jest to pierwsza płyta wydana pod nazwą zespołu Hybrid Theory (gdy z grupy odszedł Mark Wakefield zespół nazywał się Xero). Jest niedostępna w sklepach, można ją dostać jedynie po dołączeniu do fanklubu Linkin Park Underground lub na aukcjach internetowych. Wydana w 1999 roku. Ze względu na zbyt krótki materiał dodany dopisek EP. Nieoficjalna reedycja albumu z 2001 roku zawierała także remiks utworu "High Voltage".

## Lista utworów
1. "Carousel" - 3:00
2. "Technique" (Short) – 0:40
3. "Step Up" - 3:58
4. "And One" - 4:33
5. "High Voltage" - 3:31
6. "Part of Me" - 12:43 (zawiera ukryty utwór "Ambient")

## Twórcy
- Chester Bennington – wokale ("Carousel", "Part of Me"), chórki ("Step Up", "High Voltage"), wokale główne ("And One")
- Mike Shinoda – rap (oprócz "Technique (Short)"), sampler, syntezator
- Brad Delson – gitara
- Kyle Christner – gitara basowa
- Rob Bourdon – perkusja
- Joe Hahn – turntablizm, sampler